# 康洛綺道
康洛綺道（英語：Conroy Road；渥太華125號市道）是加拿大安大略省渥太華的一條道路，北始屈利道，南迄銀行街。渥太華南端的住宅近期擴建，康洛綺道亦隨之擴建。
由於城市南端的快速發展，該道路將來可能會拓寬至六車道。

## 外部連結
- Google Maps: Conroy Road （页面存档备份，存于）